# France and Germany Star
La France and Germany Star (Stella di Francia e Germania) è una medaglia istituita dal Commonwealth Britannico per commemorare il servizio prestato nella Seconda guerra mondiale.
È una delle otto stelle commemorative di campagne della Seconda Guerra Mondiale.

## Criteri di eleggibilità
La medaglia venne concessa per operazioni militari svoltesi in Francia, Belgio, Lussemburgo, Paesi Bassi e Germania dal 6 giugno 1944 (Sbarco in Normandia) all'8 maggio 1945. Per le aree di mare degli scontri interessati al fine del conseguimento di questa medaglia vi erano il Mare del Nord a sud della linea del Firth of Forh sino a Kristiansand, nel Canale della Manica e nella Baia di Biscay oltre che a tutte le battaglie di terra.
Il regolamento per le uniforme inglesi stabilì che coloro che avessero ricevuto la France and Germany Star non potessero essere insigniti anche della Atlantic Star o della Air Crew Europe Star, sostituendoli invece con delle barrette sulla medaglia stessa.
Il personale d'esercito che fece il proprio ingresso in Austria non fu abilitato ad ottenere questa medaglia, ma ottenne invece la Italy Star.

### Descrizione
La "France and Germany Star" consiste come le altre medaglie del genere in una stella a sei punte di zinco giallo allodiato alta 44 mm e larga 38 mm. Sul diritto riporta al centro le cifre reali di re Giorgio VI del Regno Unito sormontate dalla corona reale. Le cifre sono attorniate da un cerchio contenente le parole The France and Germany Star. Il retro è piano anche se alcune medaglie concesse a personale australiano o sudafricano hanno inscritto il nome dell'insignito.
Il nastro della medaglia, come gli altri della medesima tipologia, si ritiene sia stato disegnato dallo stesso Giorgio VI. Esso si compone di una striscia rossa, una bianca e una blu a riprendere simbolicamente i colori nazionali della Francia, dei Paesi Bassi e del Regno Unito.

### Barrette
Per le ragioni descritte sopra, la medaglia dispone di un'unica barretta:
- Atlantic

prevista per quanti fossero nel contempo stati meritevoli anche dell'Atlantic Star.